# سیارک ۱۳۳
سیارک ۱۳۳ (به انگلیسی: 133 Cyrene) صد و سی و سومین سیارک کشف شده‌است که در ۱۶ اوت ۱۸۷۳ کشف شد.
قدر مطلق سیارک برابر ۷٫۹۸ است.